# Moules à la provençale
Pour les articles homonymes, voir Moule et Provençal (homonymie).
Les moules à la provençale sont une spécialité culinaire traditionnelle de la cuisine provençale, variantes des moules marinières, cuisinées à l'huile d'olive, tomates, vin blanc, ail, basilic et persil.

## Histoire
Les moules ont été un aliment de base des populations vivant autour de l'étang de Berre. L'historien Jean-Pierre Papon explique dans son Histoire générale de la Provence de 1777 « Les coquillages se multiplient dans l'étang de Berre, avec une prodigieuse facilité. Le fond et les côtés sont tout couverts de moules, malgré la grande quantité qu'on en tire pour l'usage des habitants. »
Simon-Jude Honnorat, dans son Dictionnaire provençal-français ou Dictionnaire de la langue d'oc, de 1847, faisait de ce mollusque de l'ordre des acéphales une espèce à part, le Mytilus galloprovincialis (ou moule méditerranéenne) très commun dans l'étang de Berre, dont il était fait une importante consommation dans les Bouches-du-Rhône.

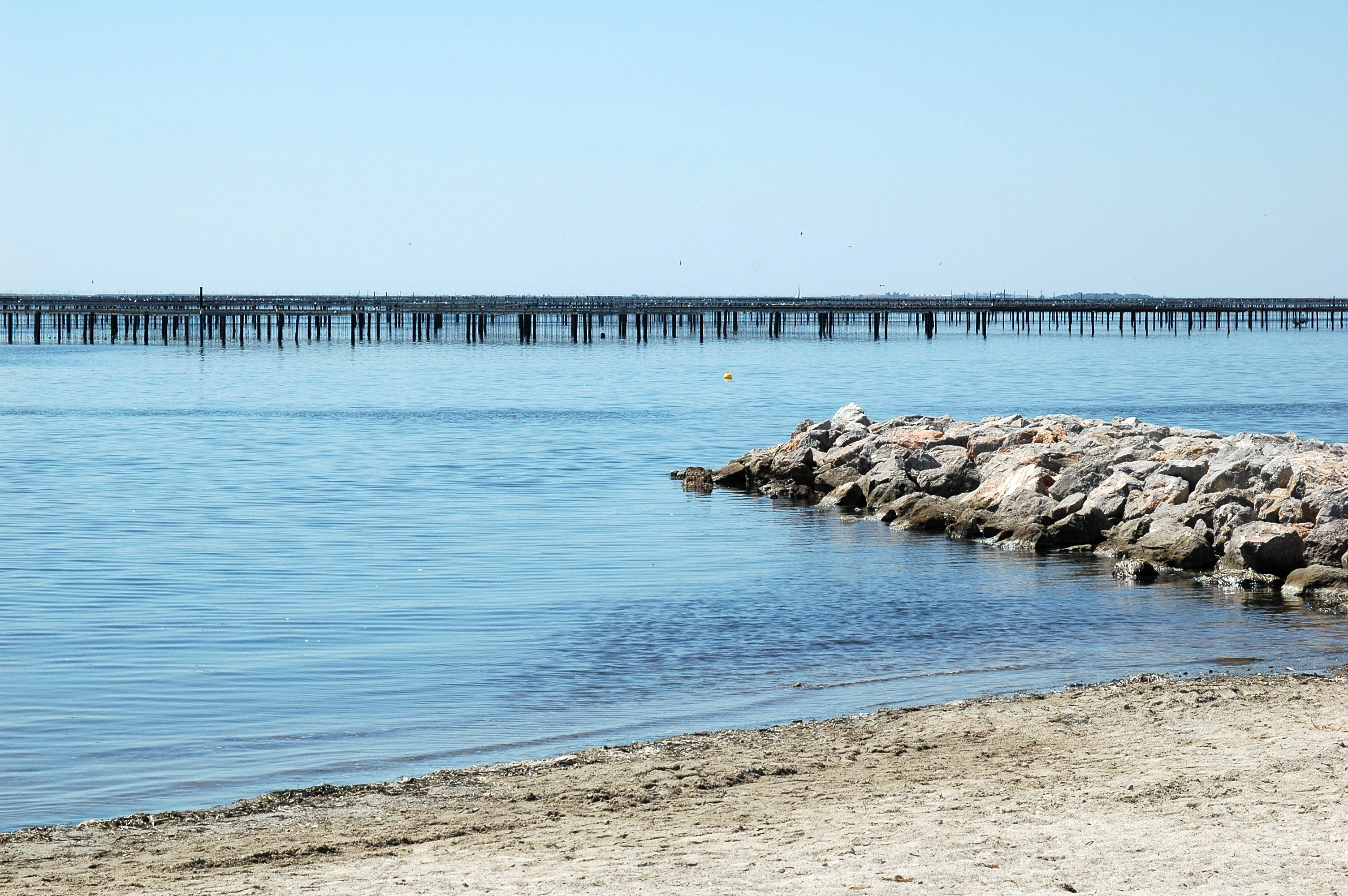
Parc à moules (mytiliculture) de Bouzigues sur l'étang de Thau dans l'Hérault.

Leur renommée est bien établie au cours du XVIIIe siècle, et la recette en est même affinée pour les palais des gastronomes parisiens qui, en 1750, suivent les conseils de François-Alexandre Aubert de La Chesnaye Des Bois proposant des moules à la provençale au champagne. Un siècle plus tard, le Dictionnaire général de la cuisine française ancienne et moderne en donne une recette aussi sophistiquée avec des truffes.
Les moules méditerranéennes (Mytilus galloprovincialis) sont cultivées à ce jour en particulier sur l'étang de Berre, à Port-Saint-Louis-du-Rhône en Camargue, à Bouzigues et étang de Thau,.

## Recette
La recette la plus courante consiste à faire ouvrir les moules dans un fond d'huile d'olive, où mijotent tomates, gousse d'ail, oignon, basilic, thym, romarin et persil, le tout mouillé avec du vin blanc,.